# The 60’s 70’s Into The 80’s = Taxi
The 60’s 70’s Into The 80’s = Taxi – czwarty album studyjny jamajskiej sekcji rytmicznej Sly & Robbie.
Płyta została wydana w roku 1980 przez Mango Records, oddział brytyjskiej wytwórni Island Records. Nagrania zostały zarejestrowane w studiu Channel One w Kingston. Ich produkcją zajęli się Dunbar i Shakespeare. W roku 1991 nakładem Island ukazała się reedycja albumu na płycie CD.

## Lista utworów

### Strona A
1. "You Don’t Care"
2. "Bum Ball"
3. "Only Sixteen"
4. "You Have Caught Me"
5. "Rain From The Sky"
6. "When I Fall In Love"
7. "Conquer Me"

### Strona B
1. "Swing Easy"
2. "Soul Serenade"
3. "Who Done It"
4. "Stampede"
5. "I Should Have Known Better"
6. "Watermelon Man"
7. "El Pussy Cat Ska"

## Muzycy
- Mikey "Mao" Chung – gitara, fortepian, syntezator, instrumenty dęte, chórki
- Robbie Shakespeare – gitara basowa, instrumenty dęte, wokal, chórki
- Sly Dunbar – perkusja, wokal, chórki
- Uziah "Sticky" Thompson – perkusja
- Tyrone Downie – fortepian, organy, syntezator, chórki